# Едбурга
Едбурга (давн-англ. Ēadburh; д/н — після 803) — англосаксонська королева-консорт Вессексу.

## Життєпис
Донька Оффи, короля Мерсії, та Кінетрити. 789 року вийшла заміж за Беортріка, короля Вессексу. Це був політичний шлюб, що закріпив союз між державами. Згідно з хроністом Ассером Шернборнським, Едбурга активновтручаласяуполітичністрави Вессексу, ставши могутньою і часто вимагала страти або вигнання своїх ворогів. Вона також стверджувала, що вона вбила тих чоловіків, яких вона не змогла змусити Беортріка вбити, отруївши їм їжу чи напої. Втім це є сумнівним. 801 року згідно грамоти чоловіка згадується з титулом королеви, що тоді це було доволі рідкісно, оскільки дружини англосаксонських королів як правило не носили титули королев. Можливо це була причининою ненависті вессекської аристократії, наяку Едбурга відповідала інтригами. 802 року помирає Беортрік.
Того ж року Едбурга втекла франкського імператора Карла I, де також знайшов притулок спадкоємець її чоловіка Еґберт. Ассер переповідає легенду, згідно з якою імператор був уражений колишньою королевою. Він привів одного зі своїх синів і запитав її, кого вона віддає перевагу, його чи його сина, як чоловіка. Вона відповіла, що враховуючи молодість сина, їй більше подобається син. Карл Великий відповів: «Якби ви вибрали мене, ви мали б нас обох. Але, оскільки ви вибрали його, ви не матимете жодного». Ця вигаданна сценаб ула спрямована щоб ще більше зганьбити її пам'ять. Втім ймовірно Егбурга прохала імператора про допомогу, оскільки знала, що Карл I раніше бажав одружити свого сина Карломана з донькою Оффою. Проте на час , коли Едбурга прибула до франкського двору батько й брат померли, тому шлюб став неактуальним. Натомість Карл I запропонував їй посаду абатиси одного з багатших монастирів в Італії, на що вона погодилася.
Через декількароків її спіймали в сексуальному зв'язку з вессекськимаристократом, засудивши за прямим наказом імператором, вигнали на вулицю, залишившись без грошей. Останні роки життя вона жила жебрачкою на вулицях Павії.